# Leucopholis selenkana
Leucopholis selenkana är en skalbaggsart som beskrevs av Brenske 1896. Leucopholis selenkana ingår i släktet Leucopholis och familjen Melolonthidae. Inga underarter finns listade i Catalogue of Life.